# Syllis nigricirris
Syllis nigricirris är en ringmaskart som beskrevs av Grube 1863. Syllis nigricirris ingår i släktet Syllis och familjen Syllidae. Inga underarter finns listade i Catalogue of Life.